# Uauá (ort)
Uauá är en ort i Brasilien.   Den ligger i kommunen Uauá och delstaten Bahia, i den östra delen av landet, 1 100 km nordost om huvudstaden Brasília. Uauá ligger 440 meter över havet och antalet invånare är 11 425.
Terrängen runt Uauá är platt. Runt Uauá är det glesbefolkat, med 8 invånare per kvadratkilometer.. Det finns inga andra samhällen i närheten.
Omgivningarna runt Uauá är i huvudsak ett öppet busklandskap.